# CIDR
CIDR (eng. Classless Inter-Domain Routing) mrežni je standard koji se, uz privatne adrese, koristi kako bi se sačuvao "skučeni" adresni prostor Interneta uzrokovan naglim rastom broja korisnika i prevelikim rasponima klasnih mreža. 

## Opis
Zbog naglog rasta Interneta, broj slobodnih IP adresa bivao je sve manji. Iz tog razloga 1993. godine predstavljen je CIDR, standard koji je zamijenio stari način dodjeljivanja IP adresa baziranih na klasama A, B i C. 
Umjesto da se mreže definiraju po klasama s fiksnim prefiksima (8, 16 i 24 bita), CIDR koristt raspon od 13 do 27 bitova što omogućuje varijabilnu veličinu mreža (najmanja sadrži 32 adrese, a najveća preko 500,000).
Dolaskom CIDR-a način obilježavanje raspona mreža se promijenio. CIDR adresa uključuje standardnu 32 bitnu adresu zajedno s 32 bitnom informacijom, maska podmreže (eng. subnet mask), koja opisuje koji dio pripada mrežnome dijelu, a koji host dijelu adrese.
- Primjer#1:

```
Adresa mreže:..........................220.56.110.32/27

```

Oznaka "/27" označuje koliko bitova se koristi za mrežni dio. Iz toga slijedi:
```
Subnet mask u binarnom zapisu:.........11111111.11111111.11111111.11100000
Subnet mask u dekadskom zapisu:........255.255.255.224

```

- Primjer#2:

```
Adresa mreže:..........................112.16.0.0/13
Subnet mask u binarnom zapisu:.........11111111.11111000.00000000.00000000 
Subnet mask u dekadskom zapisu:........255.248.0.0

```

Vrlo značajna stvar koju CIDR omogućava jest agregacija ruta (supernetting). Zahvaljujući toj tehnici veličina routing tablica značajno se smanjila što je uvelike olakšalo rad routera i povećalo skalibilnost Interneta.

## Zaključak
Implementacija CIDR standarda omogućila je daljnji rast Interneta i tako olakšala pristup Internetu većem broju organizacija, institucija i običnih korisnika.